# Třída U 87
Třída U 87 byla třída ponorek německé Kaiserliche Marine z období první světové války. Celkem bylo postaveno šest jednotek této třídy. Ve službě byly v letech 1917–1918. Čtyři byly za války ztraceny. Po válce dva přeživší čluny získala Francie a Velká Británie.

## Stavba
Celkem bylo postaveno šest jednotek této třídy, označené jako projekt 25. Postavila je německá loděnice Kaiserliche Werft Danzig v Danzigu.
Jednotky třídy U 87:
| Jméno | Loděnice                 | Založení kýlu | Spuštění na vodu | Vstup do služby | Osud                                                                                      |
| ----- | ------------------------ | ------------- | ---------------- | --------------- | ----------------------------------------------------------------------------------------- |
| U 87  | Kaiserliche Werft Danzig | 1915          | 22. května 1916  | únor 1917       | Dne 25. prosince 1917 potopena v Irském moři britskými šalupami HMS Buttercup a HMS P.56. |
| U 88  | Kaiserliche Werft Danzig | 1915          | 22. června 1916  | duben 1917      | Dne 5. září 1917 potopena minou v Severním moři (část Deutsche Bucht).                    |
| U 89  | Kaiserliche Werft Danzig | 1915          | 6. října 1916    | červen 1917     | Dne 13. února 1918 potopena v Atlantiku britským křižníkem HMS Roxburgh.                  |
| U 90  | Kaiserliche Werft Danzig | 1915          | 12. ledna 1917   | srpen 1917      | Roku 1918 předána Velké Británii, sešrotována.                                            |
| U 91  | Kaiserliche Werft Danzig | 1915          | 14. dubna 1917   | září 1917       | Roku 1918 předána Francii, sešrotována.                                                   |
| U 92  | Kaiserliche Werft Danzig | 1915          | 12. května 1917  | říjen 1917      | Dne 9. září 1918 potopena minou v Severním moři.                                          |

## Konstrukce
Ponorky měly dvoutrupou koncepci. Byly vyzbrojeny jedním 105mm kanónem KL/45 (U 87 a U 89 nesly ještě jeden 88mm kanón TK L/30 C/08) a šesti 500mm torpédomety (čtyři příďové a dva záďové) se zásobou 12 torpéd. Pohonný systém tvořily dva šestiválcové diesely MAN o výkonu 2400 bhp a dva elektromotory SSW o výkonu 1200 shp, pohánějící dva lodní šrouby. Nejvyšší rychlost dosahovala 15,6 uzlu na hladině a 8,6 uzlu pod hladinou. Dosah byl 8000 námořních mil při rychlosti 8 uzlů na hladině a 56 námořních mil při rychlosti 5 uzlů pod hladinou. Operační hloubka ponoru dosahovala 50 metrů. Ponoření trvalo 56 vteřin.